# Chodovská Huť
Chodovská Huť (dříve Chodovský Šmelctál, německy Kuttenplaner Schmelzthal) je vesnice, část obce Tři Sekery v okrese Cheb v Karlovarském kraji. Nachází se asi tři kilometry jižně od Třech Seker. Je zde evidováno 107 adres. V roce 2011 zde trvale žilo 121 obyvatel.
Chodovská Huť je také název katastrálního území o rozloze 12,38 km². Chodovská Huť leží i v katastrálním území Plánská Huť o rozloze 1,95 km², původně obec s názvem Planský Šmelctál (německy Planer Schmelzthal).

## Historie
První písemná zmínka o vesnici pochází z roku 1788.
Při sčítání lidu v roce 1921 zde žilo 778 obyvatel, z nichž bylo 775 obyvatel německé národnosti a tři byli cizozemci. K římskokatolické církvi se hlásilo 776 obyvatel, jeden k evangelické, jeden byl bez vyznání.
V letech 1938 až 1945 byly obě vsi (pod názvem Kuttenplaner Schmelzthal a Planer Schmelzthal) přičleněny (v důsledku uzavření Mnichovské dohody) k nacistickému Německu.

## Obyvatelstvo
| Rok            | 1869 | 1880 | 1890 | 1900 | 1910 | 1921 | 1930 | 1950 | 1961 | 1970 | 1980 | 1991 | 2001 | 2011 | 2021 |
| -------------- | ---- | ---- | ---- | ---- | ---- | ---- | ---- | ---- | ---- | ---- | ---- | ---- | ---- | ---- | ---- |
| Počet obyvatel | 725  | 766  | 777  | 799  | 762  | 778  | 733  | 116  | 115  | 88   | 68   | 55   | 71   | 107  | 114  |
| Počet domů     | 110  | 113  | 115  | 115  | 118  | 118  | 124  | 66   | -    | 20   | 12   | 15   | 21   | 40   | 49   |

| Rok            | 1869  | 1880  | 1890  | 1900  | 1910  | 1921  | 1930  | 1950 | 1961 | 1970 | 1980 | 1991 | 2001 | 2011 | 2021 |
| -------------- | ----- | ----- | ----- | ----- | ----- | ----- | ----- | ---- | ---- | ---- | ---- | ---- | ---- | ---- | ---- |
| Počet obyvatel | 1 049 | 1 119 | 1 162 | 1 155 | 1 093 | 1 115 | 1 033 | 131  | 145  | 108  | 84   | 75   | 89   | 121  | 135  |
| Počet domů     | 156   | 163   | 168   | 169   | 172   | 172   | 178   | 90   | -    | 24   | 16   | 20   | 26   | 45   | 57   |

## Obecní správa
Při sčítání lidu v letech 1850–1959 Chodovská Huť byla samostatnou obcí, se kterým patřila nejprve do okresu Planá, ale od roku 1960 v okrese Mariánské Lázně. Od roku 1960 je částí obce Tři Sekery v okrese Cheb.